# Hunga Tonga
Hunga Tonga-Hunga Haʻapai é um vulcão localizado a cerca de 30 km ao sul-sudeste de Fonuafoʻou (também conhecido como Ilha Falcão), uma ilha parte da nação de Tonga.
O vulcão é parte do altamente ativo arco vulcânico Tonga-Ilhas Kermadec, uma zona de subducção estendendo desde a Nova Zelândia até norte-nordeste, no Fiji. O vulcão se encontra cerca de 100 km acima de uma zona de grande atividade sísmica. Magma é formado com a fusão de duas placas tectônicas, unidas por derretimento devida a pressão e temperaturas altas, e as rochas superaquecidas são forçadas para a superfície. O arco insular é formado no limite convergente onde a Placa do Pacífico subduz sob a Placa indo-australiana.

## Vulcão e caldeira
O vulcão em si é um vulcão submarino localizado entre duas ilhas, restantes da beirada norte e oeste da caldeira vulcânica. As duas ilhas (parte do grupo Haʻapai) estão a cerca de 1,6 km de distância entre si, e cada uma tem cerca de 2 km de comprimento e são compostas principalmente por andesito. Hunga Tonga chega a uma altura de 149 metros, enquanto o Hunga Haʻapai chega a apenas 128 metros acima do nível do mar. Nenhuma dessas ilhas são grandes: Hunga Tonga tem cerca de 390,000 metros quadrados e Hunga Haʻapai tem 650,000 metros quadrados. Nenhuma das ilhas foram desenvolvidas devido a falta de um ancoradouro próprio, apesar de haver depósitos de guano nessas ilhas.
Erupções submarinas em um banco de areia a cerca de 3,2 km ao sudeste de Hunga Haʻapai e 3 km ao sul de Hunga Tonga foram relatados em 1912 e 1937. Outra erupção ocorreu em uma fissura a um 1 km ao sul-sudeste de Hunga Haʻapai em 1988.
Na mitologia tonganesa, as ilhas são umas das poucas ilhas que não foram sobrepescadas, e portanto enviadas do firmamento para a terra. Tonganeses as chamam de ilhas que "vão e vêm" (por causa dos terremotos). Os primeiros europeus a avistarem as ilhas foram os exploradores holandeses Willem Schoten e Jacob Le Maire em 1616, apesar de o explorador Britânico James Cook as visitou várias vezes em 1777 e aprendeu seus nomes tonganeses.

## Histórico

### Erupção de 2009
Em 16 de março de 2009, uma erupção submarina perto de Hunga Tonga lançou vapor, fumaça, pedras-pomes, e cinzas centenas de metros ao ar, sobre o oceano. Em 21 de março, o principal geologista de Tonga, Kelepi Mafi, relatou a ejeção de lava e cinza por duas aberturas - uma na ilha inabitada de Hunga Haʻapai e outra a cerca de cem metros da costa. A erupção preencheu o espaço entre as duas aberturas, formando uma superfície de terra com centenas de metros quadrados. A erupção devastou Hunga Haʻapai, a cubrindo com cinzas e varrendo o solo de sua vegetação e fauna.
A erupção atraiu atenção internacional. O evento foi transmitido no programa Angry Planet em 2009.

### Erupção de 2014-2015
Em novembro-dezembro de 2014, plumas vulcânicas e uma série de terremotos em vulcões ocorreram ao norte de Tonga por várias semanas, indicando a retomada da atividade vulcânica na área.
Uma nova erupção começou em Hunga Tonga-Hunga Ha'apai em 19 de dezembro de 2014. Pescadores locais relataram uma alta pluma de vapor branco subindo do oceano sobre o monte vulcânico submarino. Imagens de satélite tiradas em 29 de dezembro mostraram a erupção contínua, com uma nuvem de fumaça e cinzas subindo do local, e água do mar descolorida (possivelmente causada por fumaça e cinzas liberadas abaixo da superfície, ou por perturbação do fundo do mar). A erupção continuou em 2015, com uma alta nuvem de cinzas subindo 3 km (9.800 pés) no céu em 6 de janeiro de 2015.

### Erupção e tsunami de 2022

A erupção em 15/01/2022

Uma possível erupção começou a dar sinais entre as 4h20 e 4h30 de 14 de janeiro e à tarde, geólogos dos serviços geológicos de Tonga chegaram a 3 quilômetros do vulcão, de onde observaram explosões maciças e relâmpagos trovejantes. No dia 15, quando o vulcão entrou em erupção, os especialistas relataram que havia uma coluna de 5 km de cinzas, vapor e gás subindo a uma altitude de 18 a 20 km acima do nível do mar.
A erupção gerou uma enorme onda de choque, que, segundo o Severe Weather da Europa, atingiu locais num raio de 1.100 km/h ao redor do epicentro e 15 horas depois estava cruzando a Europa. Diversas estações meteorológicas também registraram mudanças de pressão de 2-3 mbar durante a passagem da onda.
A erupção também provocou pequenos tsunamis em Tonga e territórios arredores, como na Samoa Americana, mas as águas do mar subiram também no Alasca, oeste do Canadá e Estados Unidos Japão. Em Port San Luis, Califórnia, o mar chegou a subir 1,31m.
Alertas para tsunami também foram emitidos para a Austrália e Nova Zelândia.